# Église Saint-Désiré de Saint-Désiré
Pour les articles homonymes, voir Église Saint-Désiré.
L'église Saint-Désiré est une église catholique située sur la commune de Saint-Désiré dans le département de l'Allier en France. Elle est dédiée à saint Désiré, archevêque de Bourges de 538 à 550.  

## Historique
Vers 500, le château construit sur la motte de Salviacus devient la propriété des archevêques de Bourges. Le village est attesté depuis l'époque gallo-romaine. Il était situé à proximité de la voie antique reliant Châteaumeillant à Néris. Une communauté chrétienne a dû exister très tôt à la suite de l'évangélisation de saint Martial de Limoges.
Il existe une crypte du XIe siècle construite autour du tombeau de saint Désiré, probablement antérieur. Le prieuré a été fondé en 1055 par Ebe de Charenton, et Archambaud II de Bourbon, frère d'Aymon de Bourbon (1030-1070), archevêque de Bourges. Le prieuré est placé sous la dépendance de l'abbaye Saint-Michel de la Cluse. Ce choix vient probablement du fait que l'abbaye Saint-Michel de la Cluse a été fondée vers 960 par un seigneur de la maison d'Auvergne, Hugues de Décousu à son retour d'un voyage à Rome. L'église a d'abord été dédiée à saint Martial et a été occupée par des moines du prieuré voisin de la Chapelaude. Les moines décident de la construction de l'église entreprise entre 1066 et 1091 d'après le cartulaire de la Chapelaude autour de la crypte plus ancienne où reposait le corps de saint Désiré.
En 1130, Suger prétendit qu'un pseudo-diplôme de Dagobert donnait la propriété du prieuré à l'abbaye de Saint-Denis. L'affaire fut portée devant le roi de France et le pape, mais à la Révolution l'église Saint-Désiré relevait de l'abbaye Saint-Michel de la Cluse. La notoriété du lieu venait du corps de saint Désiré.
Au XIXe siècle, l'église a été amputée des deux premières travées occidentales. La nef centrale est alors recouverte par un berceau en bois qui avait remplacé une voûte en maçonnerie à une époque non connue mais dont il subsistait des amorces. Cette charpente avait nécessité le surhaussement des murs gouttereaux.
L'église est restaurée, entre 1866 et 1890, par les architectes Denis et Georges Darcy qui ont cru nécessaires de lui ajouter un clocher-porche à l'ouest. Les murs gouttereaux sont repris vers 1889 et la voûte en plein cintre de la nef centrale rétablie. Les restaurations ont fait disparaître les fresques anciennes. Les relevés qui en avaient été faits auparavant ont donné un nom, peut-être celui du peintre ou d'un moine du prieuré de la Chapelaude : Omblardus monacus, avec une date MCXVI.., qui serait 1118.
L'édifice est classé au titre des monuments historiques en 1875.

## Description

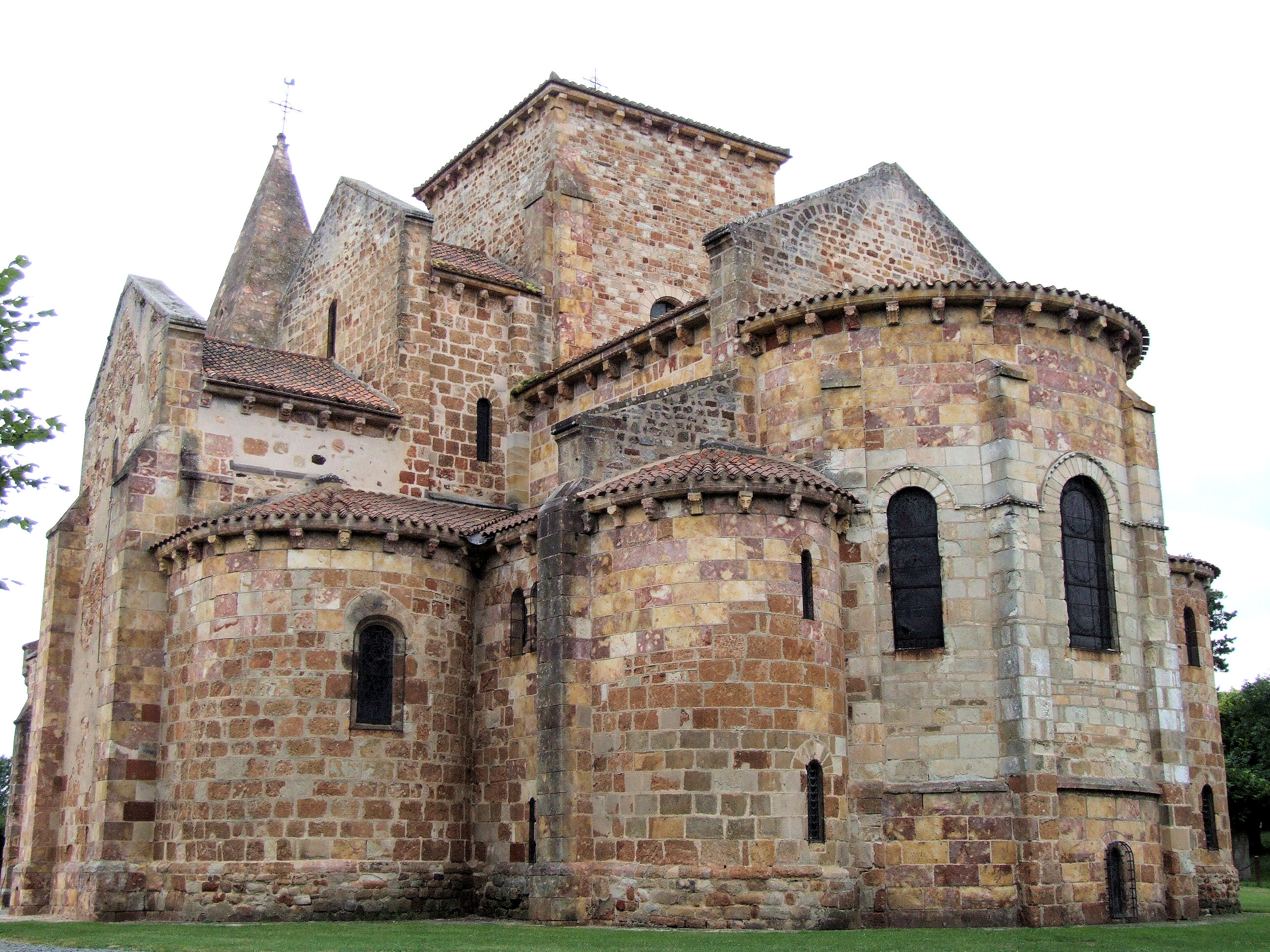
Chevet.
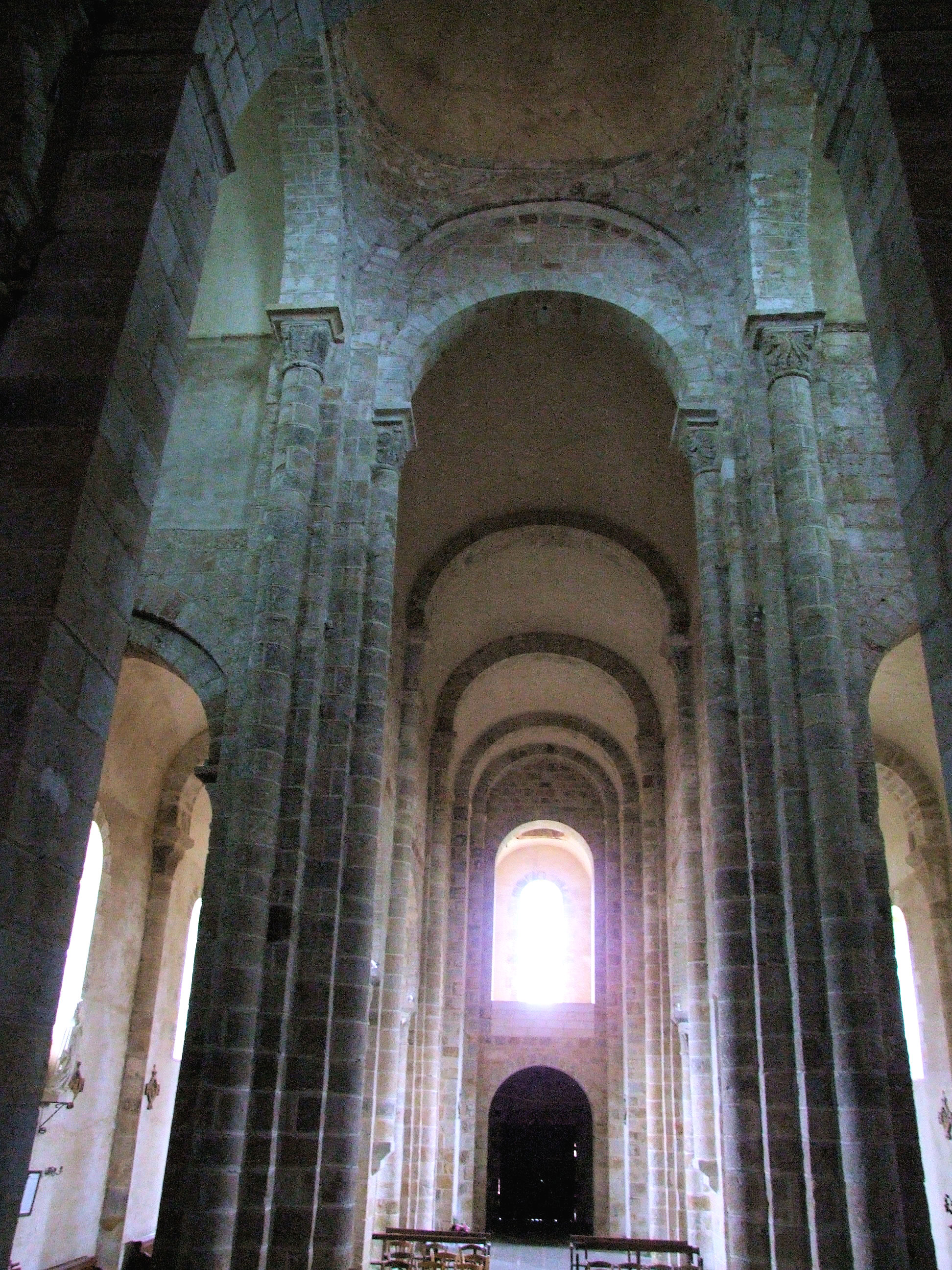
Nef.
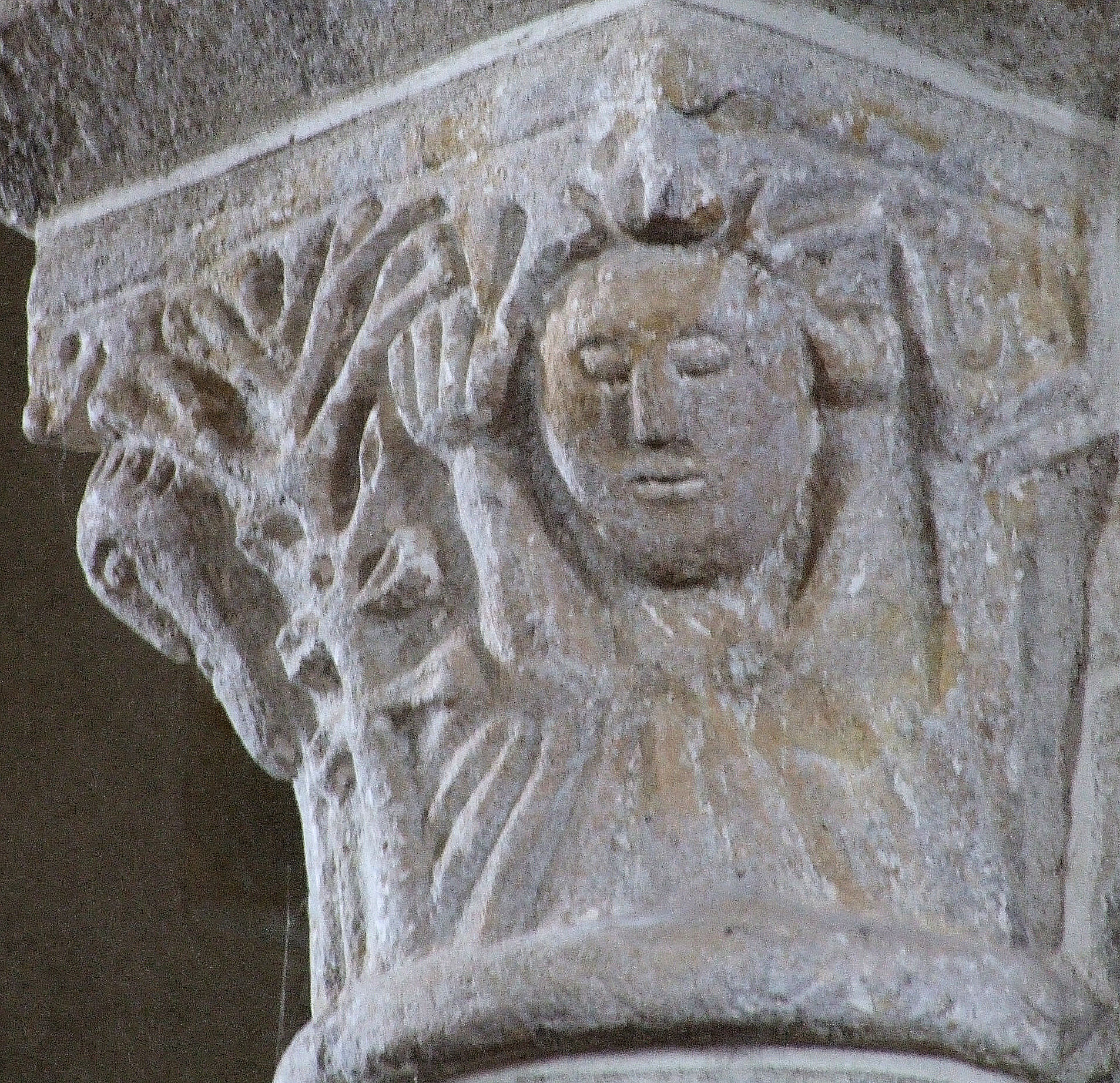
Chapiteau de la nef.
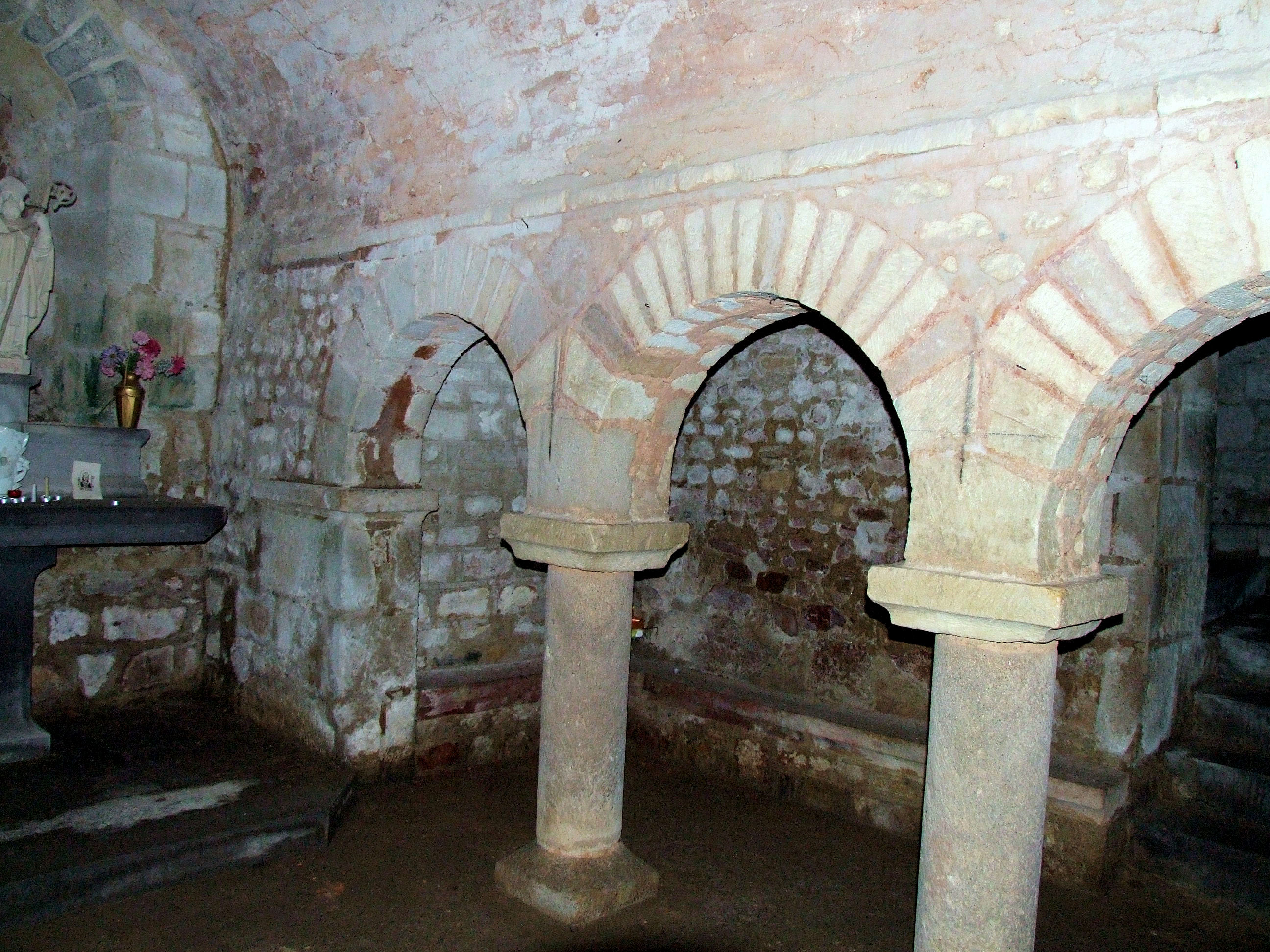
Crypte.
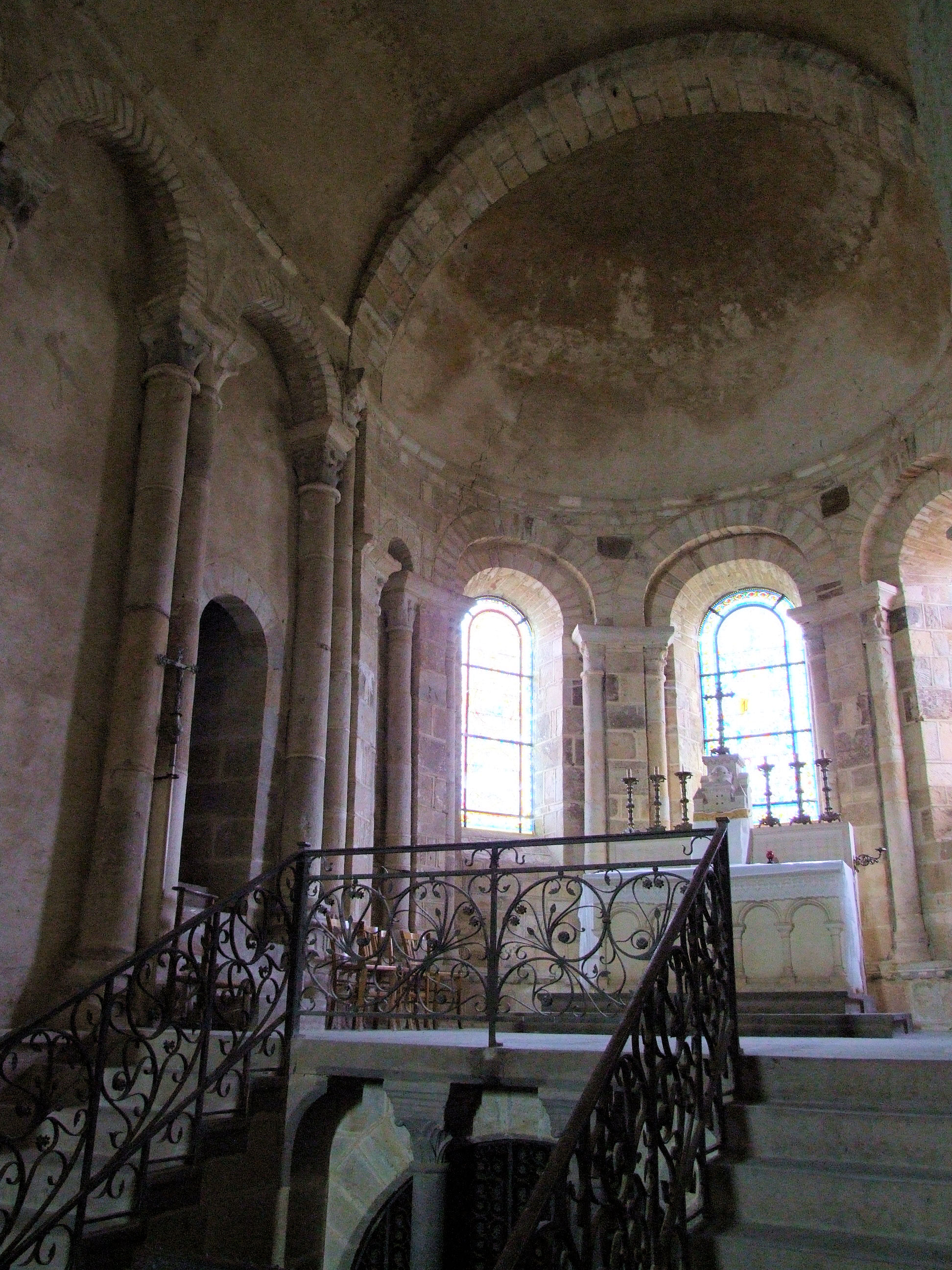
Abside et autel au-dessus de la crypte.